# Culex zombaensis
Culex zombaensis är en tvåvingeart som beskrevs av Theobald 1901. Culex zombaensis ingår i släktet Culex och familjen stickmyggor. Inga underarter finns listade i Catalogue of Life.